# ダゲット・カウンティ (戦車揚陸艦)
ダゲット・カウンティ（USS Daggett County, LST-689）は、アメリカ海軍向けに建造されたLST-542級戦車揚陸艦の1隻。艦名はユタ州ダゲット郡にちなみ、現在までにこの名を与えられた唯一の米軍艦である。当初の艦名はLST-689だった。

## 経歴

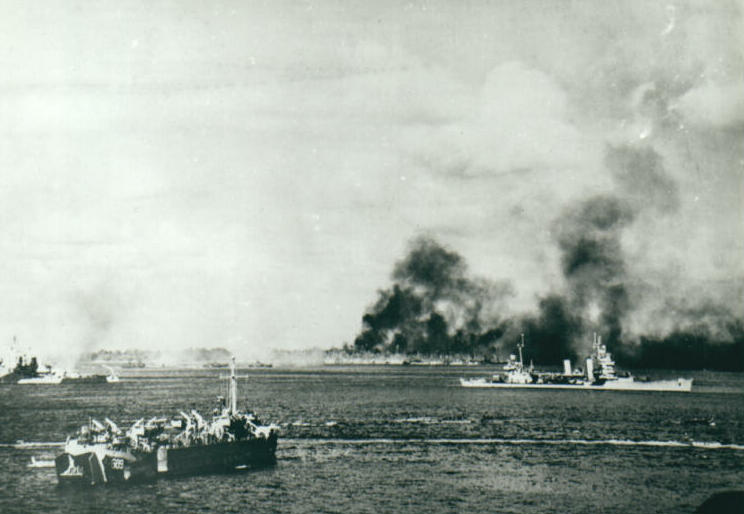
アンガウルの戦いの最中のLST-689（手前）。奥にいるのは艦砲射撃中の戦艦テネシー、重巡ミネアポリス。

1944年1月11日、インディアナ州ジェファーソンビルのジェファーソンビル船舶機械社 (Jeffersonville Boat & Machine Company) にて起工され、1944年3月9日にはエディス・C・スミス夫人 (Edith C. Smith) をスポンサーに迎えて進水式が行われた。1944年5月2日、F・D・マッケイ予備役海軍中尉 (F. D. McKay) を艦長に迎えて就役する。
その後はアジア・太平洋戦線に派遣された。1944年9月から10月までパラオ諸島への上陸および占領、レイテ島上陸作戦などに参加し、1945年4月には沖縄方面の作戦に投入された。1945年11月26日に退役し、12月5日に米海軍艦籍簿からその名が削除された。1946年6月25日、ワシントン州シアトルの北極圏探査社 (Arctic Circle Exploration, Inc.) に売却される。
1955年7月1日、ダゲット・カウンティ (USS Daggett County, LST-689) として再就役する。1959年10月1日除籍。
1961年、日本に供与され海上自衛隊のおおすみ型輸送艦おおすみ (LST-4001) として就役。1975年、アメリカへ返還された後にフィリピンへ再供与されフィリピン海軍の輸送艦ダバオ・オリエンタル (BRP Davao Oriental, LT-506) として就役。除籍後、スクラップとして売却された。
LST-689は第二次世界大戦における活動の為に2つの従軍星章を受章している。